# Championnat du Maroc de football 1952-1953
Navigation
Édition précédente Édition suivante
La saison 1952-1953 de la Ligue du Maroc de Football Association est la 38e édition des championnats du Maroc et la 31e de cette ligue. 
Le Sport Athlétique de Marrakech remporte son 1re sacre de champion du Maroc Division d'Honneur avec un total de 55 points, et se qualifie pour la 1re fois en Ligue des champions de l'ULNAF.
Le Maghreb Association Sportive sacré champion du Maroc Pré-honneur, et accède en compagnie de son dauphin, l'Olympique Marocain, en Division d'Honneur, à la place du Sporting Club de Mazagan et de l'ASPTT Casablanca.

## Classement
Les équipes ayant participé au championnat de Division d'Honneur sont les suivantes, avec leur classement à l'issue de la dernière journée mais toutefois, il faut noter que le classement indiqué n'est pas le final puisqu'il manque 3 matchs à jouer pour le Wydad, puis un pour les équipes du MC Oujda, du Fath US puis du SCC Roches Noires. Mais comme on connait les résultats du Wydad face à ces équipes qui sont au total de deux victoires et une défaite, on peut établir ce classement-ci :
Le barème de points servant à établir le classement se décompose ainsi :
- Victoire : trois points ;
- Match nul : deux points ;
- Défaite : un point.

| Rang | Équipe              | Pts | J  | G  | N | P | Bp | Bc | Diff |
| ---- | ------------------- | --- | -- | -- | - | - | -- | -- | ---- |
| 1    | SA Marrakech        | 55  | 22 |    |   |   |    |    |      |
| 2    | US Marocaine T      | 52  | 22 |    |   |   |    |    |      |
| 3    | CS Marocain         | 52  | 22 |    |   |   |    |    |      |
| 4    | Wydad AC V          | 47  | 22 | 12 | 1 | 9 | 37 | 32 | +5   |
| 5    | MC Oujda            | 46  | 22 |    |   |   |    |    |      |
| 6    | Racing AC           | 45  | 22 |    |   |   |    |    |      |
| 7    | AS Tanger-Fès       | 43  | 22 |    |   |   |    |    |      |
| 8    | USD Meknès          | 42  | 22 |    |   |   |    |    |      |
| 9    | SCC Roches Noires P | 40  | 22 |    |   |   |    |    |      |
| 10   | Fath US             | 39  | 22 |    |   |   |    |    |      |
| 11   | SC Mazagan          | 35  | 22 |    |   |   |    |    |      |
| 12   | ASPTT Casablanca P  | 33  | 22 |    |   |   |    |    |      |

|  | Champion du Maroc et de la Division d'Honneur 1952-1953 Qualification au Ligue des champions de l'ULNAF 1953 |
|  | Vice-champion du Maroc et de la Division d'Honneur 1952-1953                                                 |
|  | Relégation directe en Pré-Honneur                                                                            |
|  | (T) Tenant du titre (P) Club promu de Pré-Honneur                                                            |

Le joueur international franco-marocain feu Just Fontaine a fini la saison au top du classement des buteurs.
Le Maghreb AS remporte le championnat de Pré-Honneur, et accède pour la première fois de son histoire, en compagnie de son dauphin, l'Olympique marocain, en Division d'Honneur, à la place du SC Mazagan et de l'ASPTT de Casablanca.